# わ〜お!ケンちゃん
『わ〜お!ケンちゃん』は、竹村よしひこによる日本の漫画作品。『月刊コロコロコミック』（小学館）にて1991年3月号から1994年11月号まで、『別冊コロコロコミック』にて1991年4月号から1992年8月号まで連載された。単行本はてんとう虫コミックスより全6巻。

## 概要
志村けんをモデルにした小学生・志村ケン太と、それを取り巻く仲間たちの愉快痛快なお話。
登場人物はケン太をはじめ芸能人を中心に、スポーツ選手（カール・ルイス等）や政治家（小沢一郎）等をモチーフとしており、当時の芸能ネタの他、CM・ゲーム・アニメ等の時事ネタのパロディが多いがあくまで（モチーフとなった芸能人に）そっくりの赤の他人という扱いである。
コロコロコミックでの第1回掲載の段階では『元気いっぱい!シムラくん』というタイトルだったが、第2回以降はタイトルが変更され、単行本化の際も変更後のもので統一された。

## 登場人物
（）内はモデルとなった人物。

### 志村家
志村ケン太
主人公の、志村けんにそっくりな小学5年生。性格もおバカでスケベでイタズラ好きと、志村けんがコントで演じるキャラクター像そのもの。排便に時間が掛り、時にドデカい大便を出している。おバカな行動が目立つが、友情に厚い一面も併せ持つ。
彼が通う志村小学校は小学校でありながら何故か進級試験があり、2度落ちて最終回までに3度小学5年生をやったが年を取っている描写はない。
志村ケン作
ケン太の父。お笑い警察署所属の刑事。比較的常識人。
志村ヨウ子（いしのようこ）
ケン太の母。常識人。
志村花子
ケン太の妹。幼稚園児。
志村タネ
ケン太の祖母。モデルは志村けんのコントキャラの「ひとみばあさん」。
ボケ丸
志村家のペットの犬。人語を喋る。「ボケ丸」と名付けられているが主人のケン太とは正反対で、賢い。
志村ケンベエ
志村家の祖父。故人。

### 志村家の先祖・親戚たち
バカ殿
腰元の典子（松本典子）
剣豪ケンちゃん
変なおじさん
元祖ケンちゃん
アホ星人

### クラスメイト
みんなケン太と仲良し。特に加藤茶太郎とは親友。
加藤茶太郎（加藤茶）
ケン太の一番の親友。ケン太と同じくおバカでスケベだが、彼と比べるとやや気弱でお人好し。実家は喫茶店を経営。父親のモデルは、ハゲに眼鏡のコントのキャラ。
内村良光（内村光良）
電気屋の大金持ちで、キザでマザコン。父親は名古屋章がモデル。
南原隆清（南原清隆）
貧乏でいつもジャージ姿。顔がそっくりな妹がいる。
松っちゃん（松本人志）
「うそよね〜ん」が口癖のボケ担当で、ケン太を超えるイタズラ好き。ケン太同様留年している。
浜ちゃん（浜田雅功）
ハリセンによる激しいツッコミが得意なツッコミ担当。ケン太同様留年している。実家はたこ焼き屋。父はぢゃーりー浜。
牧野リホ（牧瀬里穂）
リエが進級して、メインヒロインになる。
宮坂リエ（宮沢りえ）
学園のアイドル。生徒指導教諭の山々田クニ子にスカートの長さが規定の長さに足りず、ずり下ろされた事がある。パンツ丸見えになった為、スケベなケン太はすかさずリエのパンツを凝視している。
ヒカル（西田ひかる）
ヒロコ（森口博子）
エリコ（田村英里子）
イノギ漢字（猪木寛至）
プロレス部所属・クラス委員長。
南野タゲシ（北野武）
ケン太のライバル。井手らっきょ・ダンカン・グレート義太夫らしき手下「タゲシ軍団」を引き連れている。
田原ドジ彦（田原俊彦）
外山ミホと恋仲。
外山ミホ（中山美穂）
田原ドジ彦と恋仲。
ガッキー池田（ラッキィ池田）
チアガール部キャプテン。おねえ言葉で喋る。
ウインク姉妹（Wink）
三河屋憲一（美川憲一）
コロッケ（コロッケ）
三河屋憲一の親戚。外山ミホ・田原ドジ彦が茶太郎の喫茶店にコロッケ定食を注文するが、ケン太が持ってきたのはコロッケ本人。
梨本マサル（梨元勝）
木梨ノリ平（木梨憲武）
プロレス大会等では仮面ノリダーのコスプレをしている。
ビシバシ貴明（石橋貴明）
野球部のキャプテン。プロレス大会では野球ボールの着ぐるみを着ていた。
四駆動シズカ（工藤静香）
赤石家イワシ（明石家さんま）
上岡竜（上岡龍太郎）
大阪の天才小学校からの転校生。頭が良い。嫉妬したケン太に宮坂リエとのデートを妨害される。
ジミーちゃん（ジミー大西）
ケン太同様成績は悪いが、通信簿がオール1のケン太と違い、一教科だけ2だった。それを見たケン太が心の中で「おれよりいいじゃねえか…。」と思いながらも「まっ、めそめそせずにがんばれよ!」と慰めると、モデルのジミー大西のギャグ「おまえもがんばれよ!!」で逆に慰め返された。
吉田A作（吉田栄作）
イケメンで、学芸会の「白雪姫」の王子役になるが、ケン太に妨害されてしまう（白雪姫役はリエ、王様役はイノギ、魔法使い役はケン太）。
てつこ（黒柳徹子）
学芸会「白雪姫」のナレーター。服に『てつこ』と書かれている。
高木ぶー（高木ブー）
おならをする部活「高木部」に所属。ドリフの雷様の格好をしている。

### 教員
おこりや長介（いかりや長介）
最初は担任だったが後に校長に昇格した。校長室の机の中にエロ本を隠している。妻と子供二人も同じ顔である。
ホナミ先生（鈴木保奈美）
校長になったおこりや先生の後釜として、ケン太の担任になった女教師。ケン太に何かと意地悪を受ける。
山々田クニ子（山田邦子）
生徒指導教諭。規則には厳しい。元ネタの人物同様、丸坊主になってしまう。

### その他
デブ・スペクター（デーブ・スペクター）
志村家にホームステイするアメリカ人の男の子。名前の通り腹が出ていて太っている。流暢に日本語を話せる。日本通で、プールでは海水パンツではなく、ふんどしを着用している。また、空手を習っている。
マトバ（的場浩司）
不良で空手十段。ケン太がプールに飛び込んだ際に、反動で跳ね返ってきた飛び板にぶつかり、負けてしまう。
汗体臭（加勢大周）
こどもトライアスロン大会でのケン太のライバルで、前年度の優勝者である。外見はイケメンだが、名前の通り汗臭い。何かとケン太を妨害する。ゴール前で下品な喧嘩（ケン太が自分の大便に花火を近づけて花火の勢いで大便を飛ばす（うんち爆弾）。汗が履いていた短パンをケン太の顔に被せる等）をして連覇を逃す。ちなみに優勝者は宮坂エリ。
ぢゃーりー浜（チャーリー浜）
浜田の父親。たこ焼屋「たこやき吉本」を営む。「～じゃあーりませんか」が口癖。
ホナミ先生が「MCハマーさんに出題してもらいます」と言ったが、出てきたのはぢゃーりー浜だった。
ガオー（津川雅彦）
アラビアの王様。元ネタは当時の松下電器産業のブラウン管カラーテレビ「画王」のCMから。
長老（間寛平）
ガオーが治める国のとある村の長老で、盗賊団に誘拐されたエリ姫を助けに行くと言った村の勇気ある少年（キャラは加藤茶太郎と同じ）に、おまじないをするとランプの精（ケン太）が出て来るランプを授けた。
ルー・オオシバン（ルー大柴）
ガオーの娘のリエ姫を誘拐した盗賊団の首領。最終的にはランプの精が出した金の卵を産むニワトリと姫を交換、卵を沢山産ませようと餌を沢山与えたが巨大化してしまい、逆に食べられてしまった。タモリ・丹波哲郎・島木譲二・ポール牧がモデルの手下がいる。
ルー・小柴（ルー大柴）
動物プロダクションの社長。ケン太を動物タレントとしてスカウト。
岡間トオル（風間トオル）
山々田クニ子のお見合い相手として登場する。名字の通りオカマで、最終的には付添だったケン太に惚れてしまい、お見合いは失敗に終わった。
ヘアーサロン江口のオーナー（江口洋介）
お見合いが決まった山々田クニ子がカットに行った美容室のオーナー。一コマだけだが、福山雅治らしきアシスタントが出ている。
強盗犯（島田紳助）
前科10犯の強盗犯。おわらい銀行に立て籠り、女性行員を人質にする。ケン作が行員に代わって人質になろうとするとケン太の方が良いと言ってケン太を人質に逃走用車を走らせるも、ケン太がボケ丸と共にオナラをかまして飛び降り、その臭さで運転不能になり、壁に激突した衝撃で飛び出した所をケン作によって逮捕される。
ヤクザ（島木譲二）
「カトちゃんラーメン」にやって来て「儲けた金、少しよこさんかい!!」と売上金を脅し取ろうとしたが、ケンちゃんロボが撃退する。
オジアイ（落合博満）
志村小学校と野球の試合をした、プロ野球小学校の主砲。ケン太自体をホームランにしてしまう。
キヨバラ（清原和博）
志村小学校と野球の試合をした、プロ野球小学校の三番。リモコンの付いたボールでホームランを無効にされる。
パンチ（パンチ佐藤）
志村小学校と野球の試合をした、プロ野球小学校の一番。パンチパーマで演歌を歌う。
ワカダベ（若田部健一）
志村小学校と野球の試合をした、プロ野球小学校のエース。
アギヤマ（秋山幸二）
志村小学校と野球の試合をした、プロ野球小学校のセンター。強肩。アリサを一塁でアウトにするが、ケン太はオジアイとアリサに野球拳をさせる。
ナガジマ（長嶋一茂）
志村小学校と野球の試合をした、プロ野球小学校の二番。ケン太の作った野球盤でアウトになる。
くにおくんらしきモブ（当時同じくコロコロに連載されたおれは男だ! くにおくん）
志村小学校とプロ野球小学校の試合の際に、観客席でキヨバラのホームランボールを取ろうとした。
TARAKOらしき女の子（TARAKO）
松ちゃんが鱈子スパゲッティーと声優のTARAKOを掛けたギャグで登場。「あたしゃ嫌だよ～」と言いながらちびまる子ちゃんの台本を持っている。
カンペー（間寛平）
大阪から走ってきた少年。「猿」関係の言葉に敏感。祖父はステッキ爺さんのコントキャラ。
カンペー所長（間寛平）
上記のカンペーとは別人。ばか殿を暗殺するため、ばか殿に似せたロボットを作るが、撃退されて月光さる軍団に入れられた。
ミスター・カズ（三浦知良）
スポーツ大会のサッカーで、ゴールキーパーのカンペーをボールごとネットに叩き込む。
カンペーの代理のケン太に妨害をされ、最後はサッカーボールの柄に塗ったボウリングの玉をヘディングして血を流す。
サッカーの審判（江頭2:50）
スポーツ大会で、助っ人にやってきたケン太に「ゴールを小さくするな」と叱っている。
給食のおばさん（清水ミチコ）（室井滋）
リエに頼まれて、ケン太が最後に助っ人する事に。
刑事（柳沢慎吾）
おわらい署の刑事で、ケン作の同僚。ちなみにモト冬樹らしき同僚もいる。
ゲートボールをするお婆さん三人（塩沢とき、ミヤコ蝶々、小森和子）
冬場の凍った道路で女性が足を滑らせた拍子に下着を覗けたことに味を占めたケン太がわざと水をまいてみたところ、この三人が転び下着が見えてしまった。
長渕剛一（長渕剛）
志村小学校六年。ツッパリクラブのボス。
大沢一郎（小沢一郎）
志村小学校六年。転校した生徒会長ミヤザワに代わる生徒会長選挙でケン太と争う。最後は影で悪い事をした事が判明。
他の話でも同じ人物がモデルのキャラが出るが別人。
アーノルド・シュワッチネッガー（アーノルド・シュワルツェネッガー ）
軍隊グリーンベレーのリーダー。
まゆ山首相（村山富市）
志村小学校に訪問。眉毛で炎を避けたり、壁をよじ登れる。
ケン太はテロリストから首相を守ろうとしたが、ケンバーマン（ボンバーマンのパロディ）になって学校を瓦礫にしてしまう。
おまわりさん（小林亜星）
まゆ山首相の訪問の為にリフォームされた志村小学校を見たケン太が、志村小学校はどこかと訪ねたときに現れた。
「志村小学校はパッとサイデリアしたんですよ」と当時の新興産業のCMネタを言う。
テロリスト三人組（嘉門達夫、ローリー寺西、牧伸二）
「日清ラーメンこってりんこ」のCMの三人がモデル。まゆ山首相の暗殺計画を企てる。トイレの花子さんの噂を悪用し、男子トイレの便器からアジトに出入り出来るようにしたが、噂を知らなかったトイレに入ったケン太に見つかる。三人そろって語尾に「～リンコ」を付ける。
弁慶（武田鉄矢）
昔話・おとぎ話等を題材にした四コマに登場。牛若丸役のケン太に倒されるが、「僕は死にましぇん！」と101回目のプロポーズの名台詞を言いながら生き返る。